# 埃皮艾莱卢夫尔
埃皮艾莱卢夫尔（法語：Épiais-lès-Louvres，法語發音：[epjɛ lɛ luvʁ] ⓘ，意为“卢夫尔附近的埃皮艾”）是法国法兰西岛大区瓦兹河谷省的一个市镇，属于萨塞勒区。

## 地理
埃皮艾莱卢夫尔（49°1'53"N, 2°33'27"E）面积3.42 平方千米，位于法国法蘭西島大區瓦兹河谷省，该省份为法国北部内陆省份，北起瓦兹省，西接厄尔省，南至塞纳-圣但尼省、上塞纳省和伊夫林省，东临塞纳-马恩省。
与埃皮艾莱卢夫尔接壤的市镇（或旧市镇、城区）包括：谢讷维耶尔-莱卢夫尔、莫尔加尔、卢夫尔、法兰西地区鲁瓦西、韦马尔。

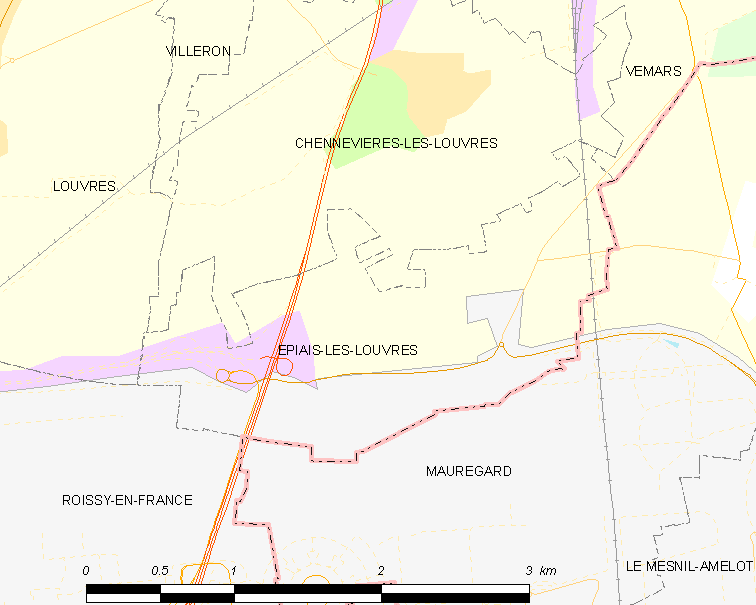
埃皮艾莱卢夫尔的OSM定位图

埃皮艾莱卢夫尔的时区为UTC+01:00、UTC+02:00（夏令时）。

## 行政
埃皮艾莱卢夫尔的邮政编码为95380，INSEE市镇编码为95212。

## 政治
埃皮艾莱卢夫尔所属的省级选区为古桑维尔县。

## 人口

1962-2008年间埃皮艾莱卢夫尔人口变化图示

埃皮艾莱卢夫尔于2022年1月1日时的人口数量为141人。